# Norman Brunsdale

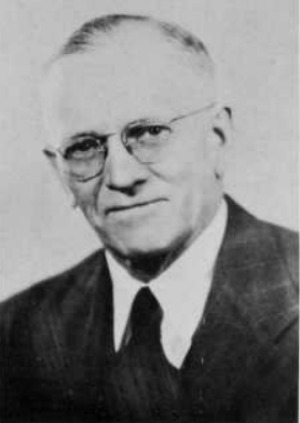
Norman Brunsdale

Clarence Norman Brunsdale (* 9. Juli 1891 in Sherbrooke, Steele County, North Dakota; † 27. Januar 1978 in Mayville, North Dakota) war ein US-amerikanischer Politiker und von 1951 bis 1957 der 24. Gouverneur von North Dakota. Diesen Bundesstaat vertrat er außerdem im US-Senat.

## Frühe Jahre und politischer Aufstieg
Norman Brunsdale besuchte bis 1913 das Luther College in Iowa. Danach arbeitete er als Lehrer, Farmer und Geschäftsmann. Zwischen 1927 und 1935 sowie nochmals von 1939 bis 1951 war er Mitglied des Senats von North Dakota; im Jahr 1943 war er sogar Präsident dieser Parlamentskammer. Im Jahr 1950 wurde er als Kandidat der Republikanischen Partei zum neuen Gouverneur gewählt, wobei er sich mit 66,3 Prozent der Stimmen deutlich gegen den Demokraten Clyde G. Byerly durchsetzte.

## Gouverneur von North Dakota
Brunsdales Amtszeit begann am 3. Januar 1951. Nachdem er in den Jahren 1952 und 1954 von den Wählern jeweils bestätigt wurde, konnte er bis zum 9. Januar 1957 im Amt bleiben. In dieser Zeit förderte der Gouverneur das industrielle Wachstum in seinem Staat und verbesserte die Wasserversorgung. In dieser Zeit wurde auch der Garrison-Damm erbaut. Mit dem Highway Department entstand eine eigene Abteilung, die sich mit dem Ausbau der Fernstraßen des Staates befasste. Brunsdale kümmerte sich aber auch um eine Verbesserung der Schulpolitik, des Gesundheitswesens und der Landwirtschaft.

## US-Senator
Nach dem Ende seiner Amtszeit übernahm Brunsdale einen Sitz im US-Senat, der nach dem Tod von William Langer freigeworden war. Dort verblieb er zwischen 1959 und 1960. Danach widmete er sich seinen privaten, meist landwirtschaftlichen, Interessen. Norman Brunsdale starb im Januar 1978. Er war mit Carrie Lajord verheiratet, mit der er zwei Kinder hatte.